# Bubo philippensis
Il gufo reale delle Filippine (Bubo philippensis Kaup, 1851) è un uccello della famiglia Strigidae, endemico delle Filippine.

## Descrizione
Questo gufo raggiunge una lunghezza di 40 cm con una apertura alare di 120 cm.
Il piumaggio è prevalentemente di colore rosso-bruno, con cospicue striature nerastre; il disco facciale e il ventre hanno una colorazione più chiara; gli occhi sono molto grandi con iridi di colore giallo.

## Biologia

### Alimentazione
È un uccello carnivoro, che si nutre prevalentemente di roditori e anfibi.

### Riproduzione
Osservazioni condotte su esemplari allevati in cattività hanno mostrato che questo gufo depone un uovo per covata. Il periodo di incubazione è di 35 giorni.

## Distribuzione e habitat
È un endemismo delle Filippine, presente con piccole popolazioni frammentate nelle isole di Luzon, Catanduanes, Samar, Leyte, Bohol, Mindanao e Sibuyan.
Il suo habitat preferenziale sono le foreste di bassa quota, generalmente al di sotto dei 650 m di altitudine, ma occasionalmente anche a quote sino a 1.250 m.

## Tassonomia
Sono note due sottospecie:
- Bubo philippensis philippensis Kaup, 1851 - diffusa nelle isole di Catanduanes e Luzon
- Bubo philippensis mindanensis (Ogilvie-Grant, 1906) - diffusa nelle isole di Bohol, Leyte, Mindanao e Samar

## Conservazione
La IUCN Red List classifica Bubo philippensis come specie vulnerabile.
La specie è inserita nella Appendice II della Convention on International Trade of Endangered Species (CITES).
È presente all'interno di numerose aree naturali protette tra cui il parco nazionale di Bataan, il parco naturale della Sierra Madre settentrionale, il parco naturale del monte Kitanglad, il parco naturale del monte Apo, l'area paesaggistica protetta di Quezon, l'area paesaggistica protetta del monte Makiling e l'area paesaggistica protetta di Rajah Sikatuna.